# Brusselse aarde

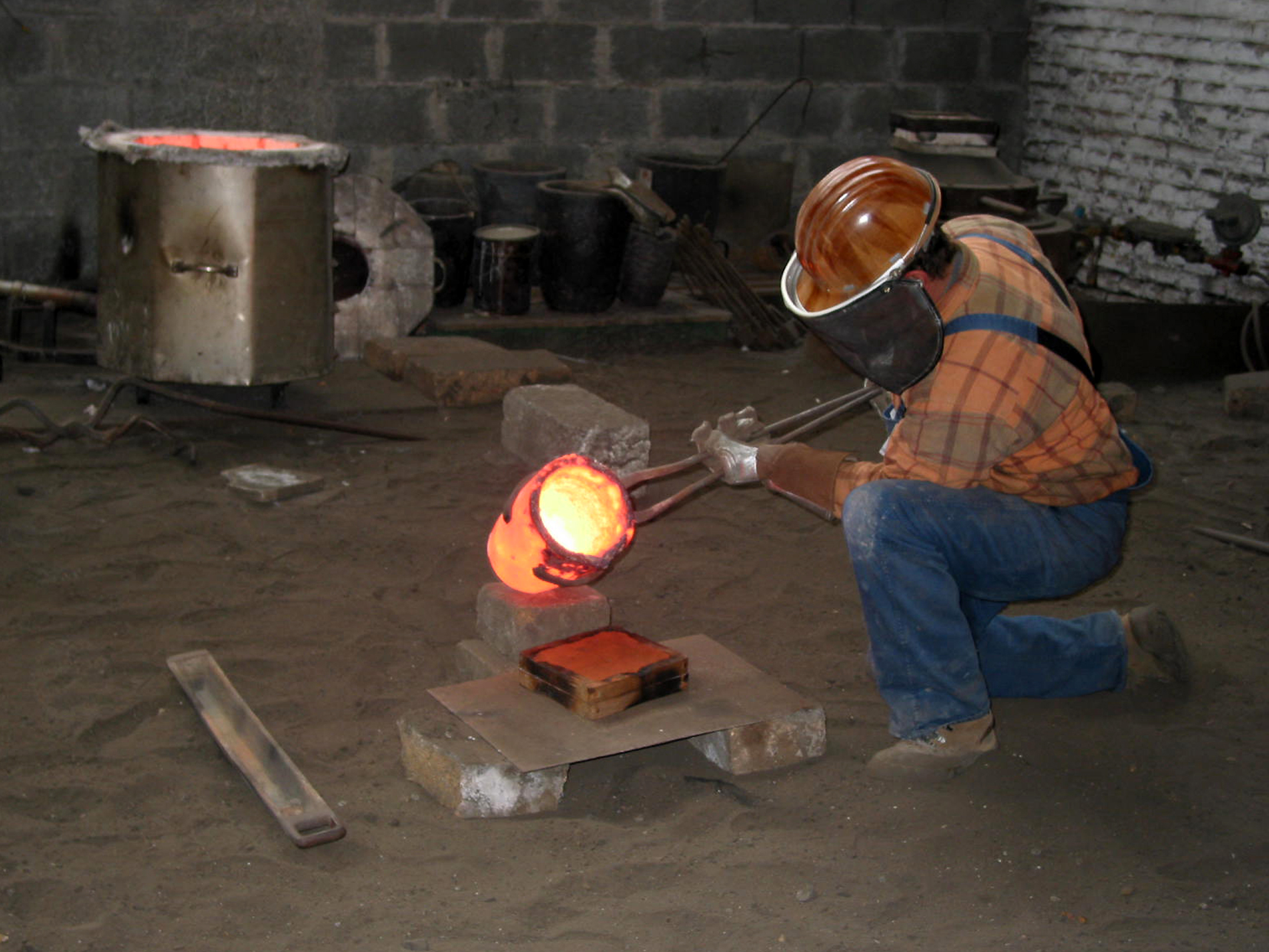
Bronsgieten in een gietvorm van Brusselse aarde, opgesloten in stalen vormkasten

Brusselse aarde is een gele leem of zavel, een mengsel van zand en klei dat makkelijk in een vorm kan worden gekneed. De aarde wordt vooral gebruikt voor het vervaardigen van gietmallen, bijvoorbeeld voor het gieten van een bronzen beeld.  Het wordt echter ook gebruikt om modellen mee te vervaardigen.
De Brusselse aarde is een fijnkorrelig materiaal, dat sterk verdicht kan worden door het aan te kloppen rond een model. Na aankloppen is het materiaal zo aaneengekoekt dat het uitstekend de vorm behoudt van het model dat het omsluit. Omdat dit vormzand echter zeer kwetsbaar is, wordt het gewoonlijk opgesloten in een tweetal metalen vormkasten; een voor de voorzijde en een voor de achterzijde van het model. Na verwijdering van het model ontstaat een holte waarin vloeibaar metaal gegoten kan worden, bijvoorbeeld brons. 
Omdat het materiaal aangeklopt moet worden, dient het model van een vast materiaal te zijn, bijvoorbeeld gips, hout, steen of kunststof, omdat anders vervormingen optreden. Boetseerwas of klei is hiervoor dus ongeschikt. Gevolg hiervan is echter dat de kap van Brusselse aarde lossend moet zijn, wat wil zeggen dat de kap niet mag klemmen om het model. Bij complex gevormde modellen betekent dit dat de gietkap uit meerdere ineen passende delen moet bestaan, wat een arbeidsintensief proces is waar veel vakkennis voor nodig is. Het gietresultaat is meestal wel van hoge kwaliteit.